# Reinhard Richter (Fußballspieler)
Reinhard Richter (Lebensdaten unbekannt) war ein deutscher Fußballspieler.

## Karriere
Richter gehörte dem Dresdner SC als Mittelstürmer an, für den er in den Verband Mitteldeutscher Ballspiel-Vereine organisierten Meisterschaften die Saison 1904/05 im Gau II – Ostsachsen bestritt. Um die Meisterschaft wurde ein Entscheidungsspiel mit dem punktgleichen Mittweidaer BC notwendig, in dem sich seine Mannschaft am 16. April 1905 in Freiberg mit 4:2 durchsetzte, wie auch im Finale um die Mitteldeutsche Meisterschaft mit 3:2 gegen den Halleschen FC 1896. In der sich anschließenden Endrunde um die Deutsche Meisterschaft avancierte er mit vier Toren in zwei Spielen zum Torschützenkönig. Zunächst traf er zweimal beim 5:3-Viertelfinalsieg über den FC Viktoria Hamburg am 28. Mai 1905 in Berlin, dann bei der 2:5-Halbfinalniederlage gegen den BTuFC Union 92 am 4. Juni 1905 in Leipzig.

## Erfolge
- Mitteldeutscher Meister 1905
- Ostsächsischer Meister 1905